# Крајковићи (Требиње)
Крајковићи су насељено мјесто у граду Требиње, Република Српска, БиХ. Према попису становништва из 1991. у насељу је живјело 23 становника.

## Становништво
| Демографија | Демографија | Демографија |
| Година      | Становника  | Становника  |
| ----------- | ----------- | ----------- |
| 1991.       | 23          |             |

## Знамените личности
- Ристо Врећа, народни херој Југославије